# この夏、大人の夜遊び in 日本で一番垢抜けた場所!!
「この夏、大人の夜遊び in 日本で一番垢抜けた場所!! supported by ニッポンハム / Billboard Live 10th Anniversary」（このなつ、おとなのよあそび イン にほんでいちばんあかぬけたばしょ サポーティド・バイ・ニッポンハム ビルボード・ライブ・テンス・アニバーサリー）は、桑田佳祐が2017年7月10日・7月11日に東京都港区にあるBillboard Live Tokyoで行ったライブ。

## 解説
2017年にソロ活動30周年を迎える桑田がBillboard Live Tokyoで今年初のライブを開催した。桑田にとっても、300人規模の会場はキャリア最少であり、幸運にもプレミアムチケットを入手したファンを大興奮させた。
本ライブ自体の作品化はされていないが、7月11日のライブにて演奏された中で、アルバム『がらくた』に収録されている楽曲（「百万本の赤い薔薇」「大河の一滴」「君への手紙」「愛のささくれ～Nobody loves me」「簪 / かんざし」「若い広場」「オアシスと果樹園」「ヨシ子さん」）は、2017年8月に発売された自身のアルバム『がらくた』の完全生産限定盤A（Blu-ray）・B（DVD）の特典として収録されることになった。
2017年7月29日・8月5日に放送された桑田のラジオ冠番組「桑田佳祐のやさしい夜遊び」（TOKYO FM）では、この公演を振り返る特集が行われ、ライブでの音源が一部オンエアされた。
また、2017年9月23日にWOWOWで放送されたスペシャル番組「桑田佳祐と『がらくた』 〜ソロ30年目の衝動〜」では、「今でも君を愛してる」「MERRY X'MAS IN SUMMER」「東京ジプシー・ローズ」「東京」「銀河の星屑」「明日晴れるかな」の部分が放送された。

### スケジュール
- 2017年7月10日・7月11日 Billboard Live Tokyo

## 演奏曲
- セットリストについては“サザンオールスターズ会報「代官山通信」vol.139 p10”より参照。
- ☆はKUWATA BANDの楽曲。

1. 今でも君を愛してる
2. しゃアない節
3. それ行けベイビー!!
4. スキップ・ビート(SKIPPED BEAT) ☆
5. MERRY X'MAS IN SUMMER ☆
6. 月
7. 東京ジプシー・ローズ
8. 東京
9. 百万本の赤い薔薇
10. 大河の一滴
11. 君への手紙
12. 愛のささくれ～Nobody loves me
13. 簪 / かんざし
14. 若い広場
15. 明日へのマーチ
16. 悲しい気持ち (JUST A MAN IN LOVE)（10日披露）／オアシスと果樹園（11日披露）
17. オアシスと果樹園（10日披露）／銀河の星屑（11日披露）
18. 銀河の星屑（10日披露）／悲しい気持ち (JUST A MAN IN LOVE) （11日披露）
19. 波乗りジョニー
20. ヨシ子さん

ENCORE
1. ROCK AND ROLL HERO
2. 可愛いミーナ
3. 明日晴れるかな